# Caproni Ca.164
Il Caproni Ca.164 era un monomotore biplano, con configurazione sesquiplana invertita, prodotto dall'azienda italiana Aeronautica Caproni negli stabilimenti di Predappio, presso Forlì, negli anni trenta.
Concepito per sostituire il precedente Ca.100 nelle scuole di addestramento al volo, non raccolse il medesimo successo ma venne comunque realizzato in 380 esemplari e utilizzato dalla Regia Aeronautica e dalla francese Armée de l'air.

## Storia
Agli inizi della seconda metà degli anni trenta il Ministero dell'aeronautica emise una specifica per la fornitura di un nuovo modello di aereo da addestramento per sostituire i Ca.100 in servizio nelle scuole di volo di primo periodo della Regia Aeronautica. Al concorso parteciparono la Caproni, che propose uno sviluppo del precedente modello, e la Società Anonima Industrie Meccaniche Aeronautiche Navali (SAIMAN), che presentò il suo Saiman 200.

### Sviluppo

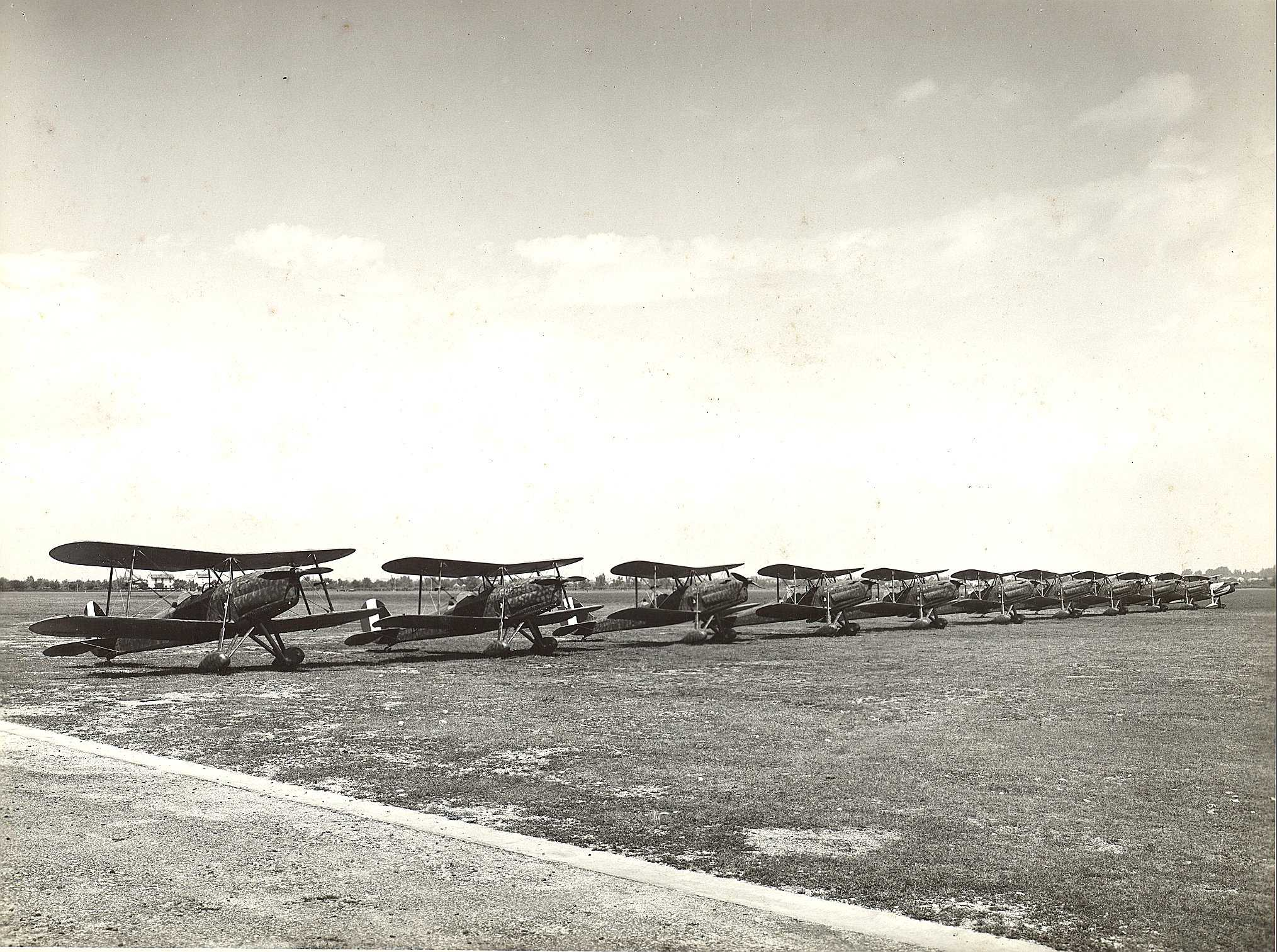
Una serie di Ca.164 schierati sull'aeroporto di Taliedo.

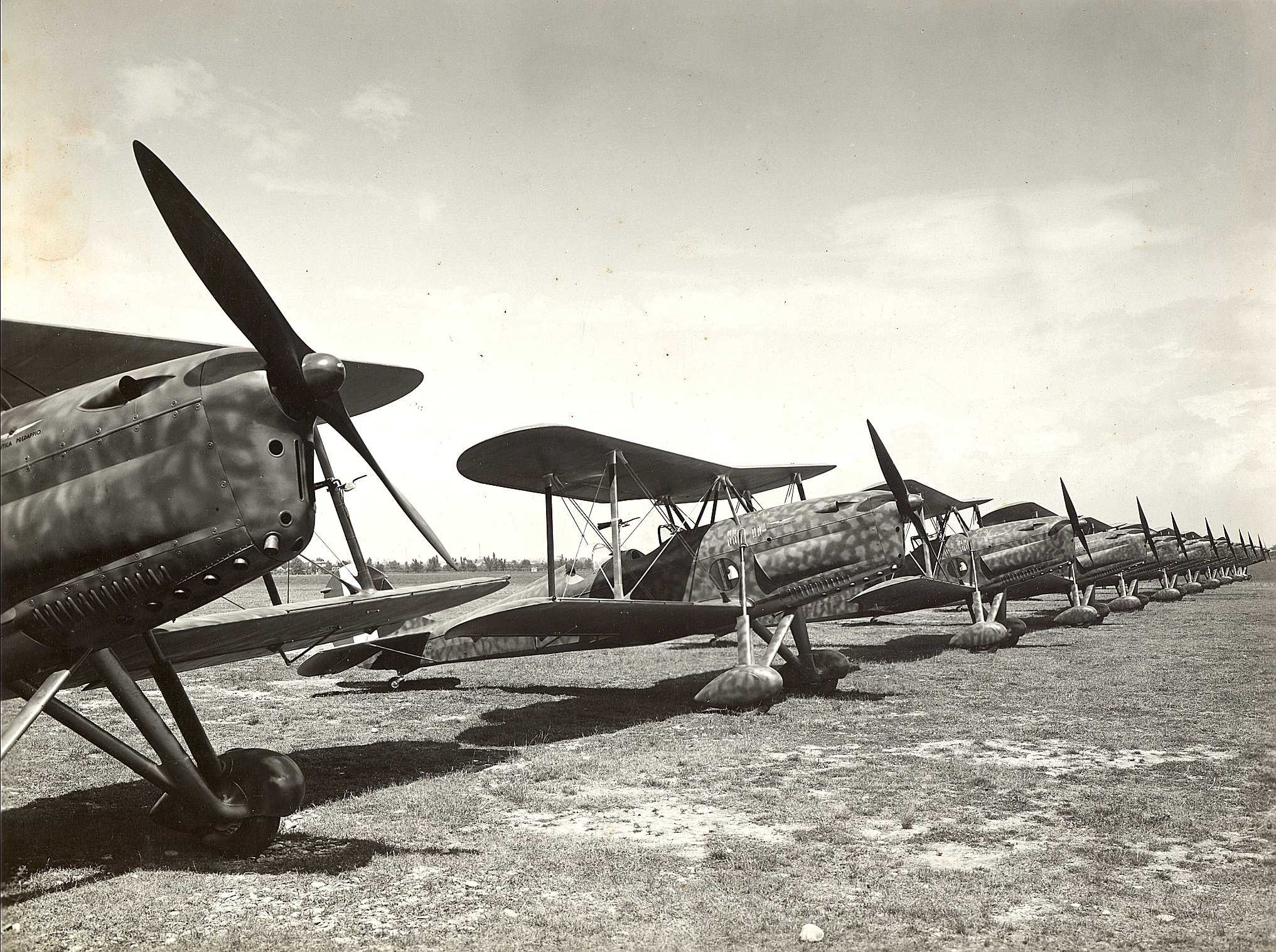
Ancora una foto dei Ca.164 a Taliedo.

Il progetto del nuovo modello venne affidato all'ing. Raffaele Conflenti, che decise di avviare un aggiornamento del riuscito Ca.100, con incremento del peso a vuoto e l'adozione di un motore più potente. Sottoposto alla Direzione Superiore Studi Esperienze nel maggio del 1937, venne in seguito sviluppato ipotizzando diverse motorizzazioni e venne proposta anche una versione portaferiti, con postazione anteriore per il pilota e postazione posteriore per barella con oblò.
Lo stabilimento Caproni di Predappio (il paese natale di Benito Mussolini), per la propria sopravvivenza contava sulla produzione del Ca.164, in sostituzione della commessa di produzione su licenza dei Savoia-Marchetti S.M.81, che sta per essere completata. 
Il prototipo del Ca. 164 compie il suo primo volo sul campo di Forlì (dove gli aerei venivano trasportati con autotreni) il 17 novembre 1938. Lo Stato Maggiore chiede uno studio comparativo tra il Ca.164 e il Breda Ba.25/D-2, da cui risulta che l'aereo di Predappio ha migliori caratteristiche di velocità assoluta e carico massimo, ma è inferiore nella velocità di salita e nella robustezza. La Caproni prevede l'installazione di una mitragliatrice da 7,7 mm sincronizzata con l'elica e una variante per il lancio di spezzoni, con unico pilota.
Il primo Ca.164 viene valutato per l'impiego militare al Reparto Sperimentale di Volo, presso la Direzione Superiore Studi ed Esperienze di Guidonia, dal dicembre del 1938 e inizialmente ottiene pareri favorevoli. Il 28 dicembre il parere dell'Ufficio di Stato Maggiore è invece negativo: al prototipo devono essere apportate numerose modifiche e rimangono forti incognite sul comportamento dell'aereo una volta irrobustita la cellula e diminuita l'apertura alare, come richiesto per l'impiego nelle scuole di aviazione per i corsi di primo livello. Se ne autorizza la costruzione di una dozzina di esemplari da valutare nell'impiego operativo.
Senza tenere conto di queste indicazioni, il generale Giuseppe Valle, Sottosegretario di Stato per l'Aeronautica, invia in maniera autonoma un ordine di 50 esemplari di Caproni Ca.164 Predappio.
L'aereo viene modificato secondo le indicazioni dello Stato Maggiore e sottoposto a nuovi test: l'8 marzo 1939 lo stesso ufficio ribadisce che il Ca.164 non è adatto a sostituire il Breda Ba.25 nelle scuole di primo livello perché presenta migliorie insufficienti rispetto a questo modello. Neanche l'impiego per le scuole acrobatiche sembra praticabile per il Ca.164, che ha doti ben minori del Saiman 200, nato per questa specialità. Il ruolo più adatto al Ca.164, di facile condotta, appare quello di aereo di collegamento, su cui far svolgere ore di volo richieste ai piloti. Per questo impiego vengono ordinati ulteriori 150 esemplari per dotarne tutte le scuole di volo e sostituire i Caproni Ca.100, che venivano ceduti alle scuole di volo pre-militari.
Nel luglio del 1939, mentre un esemplare viene testato al Centro Sperimentale di Guidonia, inizia a Predappio la produzione di serie. Appena presentati alle Scuole di volo, nell'autunno del 1939, i primi Ca.164 vengono radiati alla fine dell'anno. Il 29 febbraio 1940, in un volo di messa a punto dell'aereo, muore il collaudatore maresciallo Drigana, che precipita dopo una vite.
Nel frattempo, a gennaio, la Francia ordina 100 esemplari del Ca.164, in un tentativo politico di riavvicinamento con l'Italia. La produzione continua e fino ad aprile sono consegnati alla Francia circa 70 aerei (16 aerei furono recuperati dall'Italia nel 1943 dopo l'Occupazione italiana della Francia meridionale).
Il 26 marzo 1940 una Commissione presieduta dal generale Francesco Pricolo chiede allo Stato Maggiore uno studio sull'impiego migliore per i Ca.164: si decide di utilizzare questi aerei per il collegamento nei reparti di bombardamento, ai quali verranno attribuiti, dal 1941, fino a diventare il classico aereo utilizzato per questo scopo.
Il 24 giugno 1941 il Ca.164 viene proposto dal generale Bernasconi ed accettato da una Commissione diretta sempre dal generale Pricolo, per l'addestramento al volo notturno degli allievi piloti di caccia: in conseguenza, verranno attribuiti esemplari del Ca. 164 ad alcuni reparti di questa specialità. Il 14 luglio 1942 viene invece ripresa in considerazione la versione armata del Ca. 164, con mitragliatrice. Circa 30 esemplari vengono modificati in questo senso. Nel febbraio 1943, presso il Centro Costruzioni Aeree di Guidonia, vengono modificati una dozzina di Ca. 164 per il traino bersagli.

### Tecnica
Il Ca. 164 era un biplano biposto, con ali di struttura lignea di configurazione sesquiplana invertita, rivestite nel bordo d'attacco in compensato e in tela verniciata per le altre parti. I flaps (struttura metallica rivestita in tela) erano sistemati sull'ala superiore, mentre gli alettoni (struttura in legno, rivestimento in tela) erano disposti nell'ala inferiore. I piani di coda erano controventati con cavi metallici e realizzati con strutture lignee ricoperte con compensato e tela.
Il carrello a due ruote era fisso e il ruotino orientabile. La fusoliera era realizzata con tubi acciaio saldati e rivestita con duralluminio e tela. Le postazioni di pilotaggio erano in tandem, in abitacoli aperti, con doppi comandi e strumentazione essenziale. L'elica era lignea bipala a passo fisso. Il serbatoio di 135 litri era disposto in fusoliera tra il motore e il primo posto di pilotaggio.

### Impiego militare
Il principale impiego del Ca. 164 fu quello di aereo di collegamento per le Squadriglie di bombardieri della Regia Aeronautica. In questo ruolo fu presente su quasi tutti i fronti che videro impegnata la Regia Aeronautica nella seconda guerra mondiale, dall'Africa al Belgio all'Albania. In alcuni casi, fu utilizzato anche per portare attacchi al suolo.
Dal 1941, venne utilizzato per l'addestramento al volo notturno e dato in carico ad alcuni reparti di caccia.
L'aereo venne utilizzato anche dall'Aeronautica Nazionale Repubblicana della R.S.I..

## Versioni
- Primo prototipo, che non ricevetta mai la sua matricola militare, primo volo il 17 novembre 1938 presso il campo di Forlì.
- Prototipo definitivo presentato a Guidonia nel luglio del 1939.
- Serie I: lotto di 50 aerei con matricole MM.50748-50797.
- Serie II: lotto di 150 aerei con matricole MM.50922-51071.
- Serie III: lotto di 80 aerei, a cui vennero apposte le MM.51791-51870 (prodotti fino al dicembre 1940).
- Serie per la Francia: lotto di 71 aerei prodotti in contemporanea con la Serie II.

## Utilizzatori
Germania
- Luftwaffe

 Francia
- Armée de l'air

 Italia
- Regia Aeronautica

 Repubblica Sociale Italiana
- Aeronautica Nazionale Repubblicana

 Regno del Sud
- Aeronautica Cobelligerante Italiana